# Torgils Sprakalägg
Torgils Sprakalägg, född under 900-talet, troligen död under 1000-talet, var en dansk-skånsk hövding vars sonson Sven Estridsson och dotterson Harald Godwinson blev kungar av Danmark respektive England. Torgils Sprakalägg uppges varit son till Björn (latin: Ursus).
Enligt en del källor påstås Torgils Sprakalägg vara son till Styrbjörn Starke.

## Barn
- Ulf Torgilsson
- Eilaf Jarl
- Gytha Thorkelsdóttir